# Liste der Baudenkmale in Baabe
In der Liste der Baudenkmale in Baabe sind alle Baudenkmale der Gemeinde Baabe (Landkreis Vorpommern-Rügen) und ihrer Ortsteile aufgelistet. Grundlage ist die Veröffentlichung der Denkmalliste des Landkreises Vorpommern-Rügen, Auszug aus der Kreisdenkmalliste vom Mai 2016.

## Baabe
| ID             | Lage                         | Bezeichnung                                   | Beschreibung | Bild           |
| -------------- | ---------------------------- | --------------------------------------------- | --- | -------------- |
| 00037 Wikidata | Am Aalkaten 13, 14           | Bauernhaus                                    | |                |
| 00031 Wikidata | Am Brook 20 (Karte)          | Büdnerei                                      | |                |
| 00043 Wikidata | Am Kurpark 1b, 1c, 9 (Karte) | Restaurant „Inselparadies“                    | 1966 vom Architekten Ulrich Müther errichteter moderner Gaststättenbau                                                               | Weitere Bilder |
| 00044 Wikidata | Am Kurpark 1c (Karte)        | Pavillon Bücherstube, (Entwurf Ulrich Müther) | Architekt: Ulrich Müther | Weitere Bilder |
| 00034 Wikidata | Birkenallee 1 (Karte)        | Büdnerei                                      | |                |
| 00035 Wikidata | Birkenallee 2 (Karte)        | Bauernhaus                                    | | Bauernhaus     |
| 00038 Wikidata | Dorfstraße 16 (Karte)        | Schule                                        | „Haus der Baaber Kinder“, seit dem Jahr 2000 die Kindertagesstätte De Heidehummeln in Trägerschaft des Deutschen Roten Kreuzes (DRK) | Weitere Bilder |
| 00039 Wikidata | Fritz-Reuter-Weg 8 (Karte)   | Wohnhaus                                      | | Wohnhaus       |
| 00042 Wikidata | Göhrener Chaussee 4a         | Transformatorenhaus                           | |                |
| 00041 Wikidata | Strandstraße 3 (Karte)       | Kirche                                        | Die Einweihung der Kirche fand am 24. Juni 1930 statt.                                                                               | Weitere Bilder |
| 00045 Wikidata | Waldstraße 15 (Karte)        | Waldschloss                                   | Pension | Waldschloss    |
| 00046 Wikidata | Waldstraße 17 (Karte)        | Villa Clara                                   | Pension „Clara“ | Villa Clara    |

## Quelle
- Denkmalliste des Landkreises Vorpommern-Rügen